# Hanbalismo

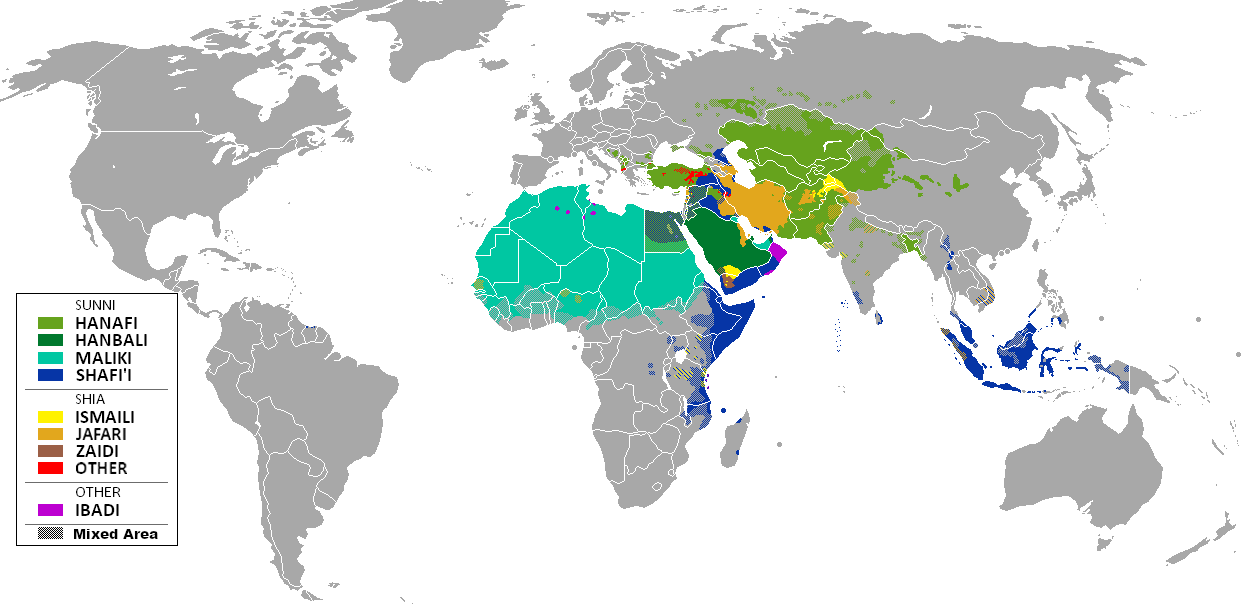
Distribuzione delle scuole giuridico-religiose islamiche nel mondo (il colore verde scuro indica gli hanbaliti).

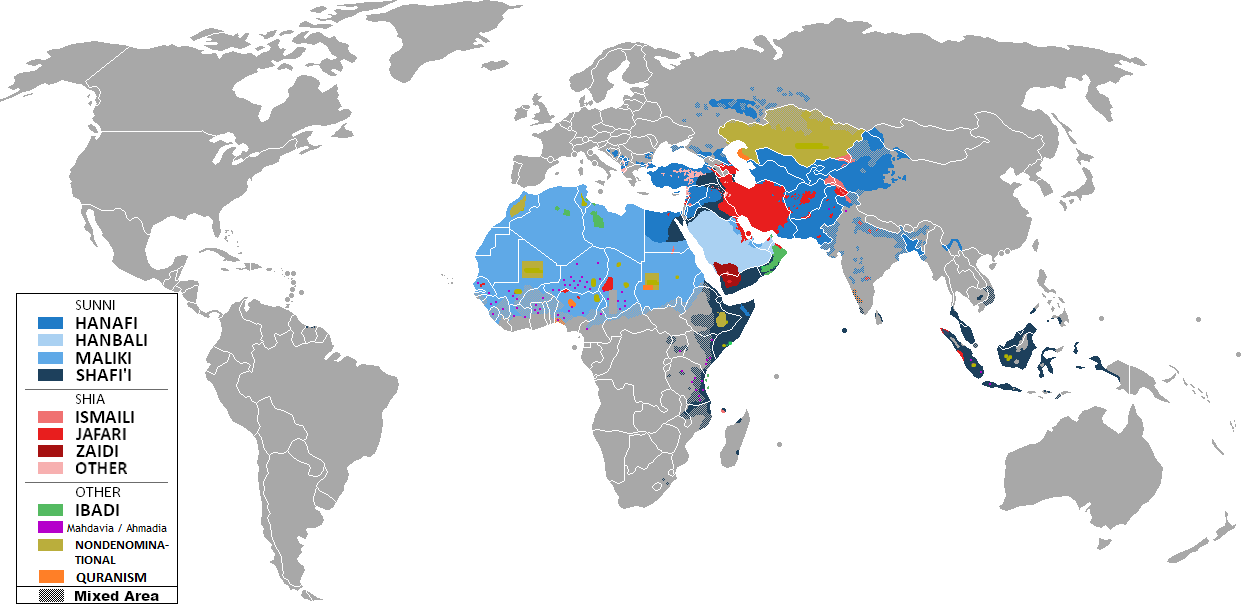
Distribuzione delle scuole giuridico-religiose islamiche nel mondo (il colore celeste indica gli hanbaliti).

Lo hanbalismo è un madhhab (scuola giuridico-religiosa islamica) che all'interno del sunnismo si occupa delle problematiche connesse alla Legge Coranica. Ha visto la luce grazie all'opera di Ahmad ibn Hanbal (Baghdad, 780-855), il quale si opponeva in modo radicale a qualunque forma di intromissione della ragione umana - ritenendola arbitrariamente soggettiva - nell'interpretazione delle due fonti primarie dell'Islam, Corano e Sunna.
I suoi epigoni - fra cui si ricordano in particolare Ibn Taymiyya e Ibn Qayyim al-Jawziyya - accentuarono quella che era inizialmente un'intransigenza tecnica e morale, traducendola in uno stile di vita severo e finanche ascetico (allo hanbalismo appartenne uno dei dotti che formarono la Sunna, Abu Dawud al-Sijistani e il fondatore della Qādiriyya, tuttora la più diffusa confraternita mistica islamica: ʿAbd al-Qādir al-Gīlānī).
Tutti, a diverso titolo, furono caratterizzati da un coerente rifiuto dell'intellettualismo teologico.
Tra i più recenti hanbaliti andrebbero annoverati il movimento del salafismo ed il Wahhabismo, fondato da Muhammad ibn ʿAbd al-Wahhāb (XVIII secolo), che ispirò il movimento che s'impadronì delle regioni peninsulari arabe e che, imparentatosi con la famiglia saudita, contribuì non poco alla formazione della moderna Arabia Saudita. 
La Conferenza islamica mondiale a Groznyj del 2016 ha dichiarato il Salafismo e il Wahhabismo non sunnite (e quindi anche non hanbalite).
Movimento teologico molto seguito in ambito hanbalita è quello definito dell'Ahl al-Hadith. Molto seguito anche l'Atharismo, detto anche teologia tradizionale islamica.